# Kheper aegyptiorum
Kheper aegyptiorum is een keversoort uit de familie bladsprietkevers (Scarabaeidae). Vanaf 2005 werd de soort geplaatst in het ondergeslacht Kheper. Vanaf 2012 wordt Kheper weer als apart geslacht gezien.

## Kenmerken
Deze kever heeft een bruin, ovaal lichaam met een rode weerschijn en een schepvormige kop.

## Leefwijze
Dit insect rolt ballen van mest, die het begraaft. Hierop worden dan de eieren afgezet.